# Съёмки в Палермо
«Съёмки в Палермо» (англ. Palermo Shooting) — фильм под режиссурой и по сценарию немецкого режиссёра Вима Вендерса с Кампино, Деннисом Хоппером, Джованной Меццоджорно в главных ролях, а также с Лу Ридом в роли самого себя и с неуказанной в титрах Миллой Йовович, также сыгравшей саму себя. Картина вышла на экраны в Германии 20 ноября 2008 года. Премьера в США состоялась 20 января 2009 года одновременно с показом на кинофестивале в Берлине и в кинотеатре Кастро в Сан-Франциско.

## Описание сюжета
Картина повествует о знаменитом немецком фотографе Финне Гилберте (которого сыграл Кампино, солист немецкой панк-группы Die Toten Hosen), находящемся в творческом поиске и приехавшим в Палермо, потому что должен порвать со своим прошлым. В городе он знакомится с молодой женщиной (роль Меццоджорно) и совершенно другим образом жизни.